# 太田重兵衛
太田 重兵衛（おおた じゅうべえ、文化14年（1817年） - 明治2年8月9日（1869年9月14日））は、近江国膳所（滋賀県大津市）出身の茶司、元膳所藩士。
殖産興業を目指していた彼は、武士を捨て山城国宇治へ行き、製茶法を収得する。膳所に戻って茶園を開き、藩より御茶司に任命される。ペリー来航の際、重兵衛の茶「無銘」が賞され、日本初の対米輸出品となる。
安政2年（1855年）、藩の命を受け、それまで荒地であった園山の地十三町歩を開墾して園山茶園を拓く。以後、重兵衛の名声は高まり、店を「龍井堂」と称する。また岩倉具視が重兵衛の茶園を、彼の先祖の念仏重兵衛に因み「念仏園」と命名した。彼は藩の茶会所を設けたり、農政にもかかわり尽力したが、水論でのトラブルに遭い、百姓に殺害された。